# Đại hội Thể thao Bãi biển châu Á 2008
Đại hội Thể thao Bãi biển châu Á 2008 là kì đại hội đầu tiên được tổ chức tại Bali, Indonesia từ ngày 18 đến ngày 26 tháng 10 năm 2008. Lễ khai mạc đã diễn ra tại công viên văn hóa Garuda Wisnu Kencana ở Nusa Dua.

## Quốc gia tham dự
Danh sách dưới bao gồm tên của 42 quốc gia châu Á đã tham gia đại hội:
| - Afghanistan - Bahrain - Bangladesh - Brunei - Campuchia - Trung Quốc - Đài Bắc Trung Hoa - Hồng Kông - Ấn Độ - Indonesia (214) - Iran (10) - Iraq - Nhật Bản - Jordan | - Kazakhstan - Kuwait - Kyrgyzstan - Lào - Liban - Ma Cao - Malaysia - Maldives (10) - Mông Cổ - Myanmar - Nepal (5) - CHDCND Triều Tiên (2) - Oman - Pakistan | - Palestine - Philippines - Qatar - Singapore - Hàn Quốc - Sri Lanka - Syria - Tajikistan - Đông Timor (18) - Thái Lan - UAE - Uzbekistan - Việt Nam - Yemen |

## Môn thi đấu
| - 3-on-3 basketball (2) - Beach handball (2) - Beach kabaddi (2) - Beach sepaktakraw (4) - Beach soccer (1) - Beach volleyball (2) | - Beach water polo (1) - Beach wrestling (4) - Bodybuilding (6) - Dragon boat (6) - Jet ski (4) - Marathon swimming (4) | - Paragliding (8) - Pencak silat (8) - Sailing (6) - Surfing (5) - Triathlon (2) - Woodball (4) |

## Lịch thi đấu
| ● | Lễ khai mạc |  | Sự kiện môn thi đấu | ● | Sự kiện chung kết | ● | Lễ bế mạc |

| Tháng 10 năm 2008       | 18 T7 | 19 CN | 20 T2 | 21 T3 | 22 T4 | 23 T5 | 24 T6 | 25 T7 | 26 CN | Huy chương vàng |
| ----------------------- | ----- | ----- | ----- | ----- | ----- | ----- | ----- | ----- | ----- | --------------- |
| Nghi lễ                 | ●     |       |       |       |       |       |       |       | ●     |                 |
| 3-on-3 basketball       |       |       |       |       |       |       |       |       | 2     | 2               |
| Beach handball          |       |       |       |       |       |       |       | 2     |       | 2               |
| Beach kabaddi           |       |       |       |       | 2     |       |       |       |       | 2               |
| Beach sepaktakraw       |       |       |       | 2     |       |       |       | 2     |       | 4               |
| Beach soccer            |       |       |       |       |       |       |       |       | 1     | 1               |
| Beach volleyball        |       |       |       |       |       |       |       |       | 2     | 2               |
| Beach water polo        |       |       |       |       | 1     |       |       |       |       | 1               |
| Beach wrestling         |       |       |       |       |       |       | 2     | 2     |       | 4               |
| Bodybuilding            |       |       | 6     |       |       |       |       |       |       | 6               |
| Dragon boat             |       | 2     | 2     | 2     |       |       |       |       |       | 6               |
| Jet ski                 |       |       |       |       |       |       | 3     | 1     |       | 4               |
| Marathon swimming       |       |       |       |       |       |       |       | 2     | 2     | 4               |
| Paragliding             |       |       |       |       |       | 4     | 4     |       |       | 8               |
| Pencak silat            |       | 2     |       |       | 6     |       |       |       |       | 8               |
| Sailing                 |       |       |       |       |       |       |       | 6     |       | 6               |
| Surfing                 |       | 1     | 1     | 1     | 1     | 1     |       |       |       | 5               |
| Triathlon               |       |       |       |       |       |       |       |       | 2     | 2               |
| Woodball                |       |       |       | 2     | 2     |       |       |       |       | 4               |
| Tổng số huy chương vàng |       | 5     | 9     | 7     | 12    | 5     | 9     | 15    | 9     | 71              |

## Bảng tổng sắp huy chương
Quốc gia đăng cai
| 1         | Indonesia (INA)         | 23 | 8  | 20 | 51  |
| 2         | Thái Lan (THA)          | 10 | 17 | 10 | 37  |
| 3         | Trung Quốc (CHN)        | 6  | 10 | 7  | 23  |
| 4         | Hàn Quốc (KOR)          | 4  | 7  | 10 | 21  |
| 5         | Nhật Bản (JPN)          | 3  | 3  | 3  | 9   |
| 6         | Hồng Kông (HKG)         | 3  | 3  | 2  | 8   |
| 7         | Ấn Độ (IND)             | 3  | 0  | 2  | 5   |
| 8         | Việt Nam (VIE)          | 2  | 5  | 3  | 10  |
| 9         | Myanmar (MYA)           | 2  | 3  | 0  | 5   |
| 10        | Malaysia (MAS)          | 2  | 2  | 6  | 10  |
| 11        | Đài Bắc Trung Hoa (TPE) | 2  | 2  | 3  | 7   |
| 11        | Pakistan (PAK)          | 2  | 2  | 3  | 7   |
| 13        | Syria (SYR)             | 2  | 0  | 0  | 2   |
| 14        | Kuwait (KUW)            | 1  | 2  | 0  | 3   |
| 15        | Kazakhstan (KAZ)        | 1  | 1  | 2  | 4   |
| 16        | UAE (UAE)               | 1  | 1  | 1  | 3   |
| 17        | Singapore (SIN)         | 1  | 0  | 2  | 3   |
| 18        | Afghanistan (AFG)       | 1  | 0  | 1  | 2   |
| 19        | Mông Cổ (MGL)           | 1  | 0  | 0  | 1   |
| 19        | Oman (OMA)              | 1  | 0  | 0  | 1   |
| 21        | Philippines (PHI)       | 0  | 2  | 8  | 10  |
| 22        | Brunei (BRU)            | 0  | 2  | 3  | 5   |
| 23        | Jordan (JOR)            | 0  | 1  | 0  | 1   |
| 24        | Bahrain (BRN)           | 0  | 0  | 1  | 1   |
| 24        | Bangladesh (BAN)        | 0  | 0  | 1  | 1   |
| 24        | Ma Cao (MAC)            | 0  | 0  | 1  | 1   |
| 24        | Maldives (MDV)          | 0  | 0  | 1  | 1   |
| Tổng cộng | Tổng cộng               | 71 | 71 | 90 | 232 |

## Tài trợ
Lễ khai mạc Đai hội có sự góp mặt của hơn năm nhà tài trợ chính:
- Swatch (tài trợ đếm thời gian và hệ thống cung cấp thông tin)
- Carisbrook (trang phục)
- Pertamina (công ty dầu khi Indonesia)
- Panasonic
- Samsung